# Episodi di Due uomini e mezzo (dodicesima stagione)
La dodicesima e ultima stagione della serie televisiva Due uomini e mezzo è stata trasmessa in prima visione assoluta negli Stati Uniti da CBS dal 30 ottobre 2014 al 19 febbraio 2015.
In Italia la stagione è stata trasmessa in prima visione da Joi, canale a pagamento della piattaforma Mediaset Premium, dal 28 giugno al 16 agosto 2016; in chiaro viene trasmessa da Rai 2, dal 13 agosto al 1º ottobre 2017.
| nº    | Titolo originale                      | Titolo italiano                             | Prima TV USA     | Prima TV Italia |
| ----- | ------------------------------------- | ------------------------------------------- | ---------------- | --------------- |
| 1     | The Ol' Mexican Spinach               | I vecchi spinaci messicani                  | 30 ottobre 2014  | 28 giugno 2016  |
| 2     | A Chic Bar in Ibiza                   | Bar di lusso a Ibiza                        | 6 novembre 2014  | 28 giugno 2016  |
| 3     | Glamping in a Yurt                    | L'orsetto Wally                             | 13 novembre 2014 | 5 luglio 2016   |
| 4     | Thirty-Eight, Sixty-Two, Thirty-Eight | Quest'uomo è un santo                       | 20 novembre 2014 | 5 luglio 2016   |
| 5     | Oontz. Oontz. Oontz.                  | L'uomo più bello della casa                 | 27 novembre 2014 | 12 luglio 2016  |
| 6     | Alan Shot a Little Girl               | Al, il papà figo!                           | 4 dicembre 2014  | 12 luglio 2016  |
| 7     | Sex With an Animated Ed Asner         | Una notte tra donne                         | 11 dicembre 2014 | 19 luglio 2016  |
| 8     | Family, Bublè, Deep-Fried Turkey      | Non esiste il Natale perfetto               | 18 dicembre 2014 | 19 luglio 2016  |
| 9     | Bouncy, Bouncy, Bouncy Lindsay        | Rabbia da steroidi                          | 8 gennaio 2015   | 26 luglio 2016  |
| 10    | Here I Come, Pants!                   | Cogli la rosa                               | 15 gennaio 2015  | 26 luglio 2016  |
| 11    | For Whom the Booty Calls              | Il gruppo di sostegno                       | 22 gennaio 2015  | 2 agosto 2016   |
| 12    | A Beer-Battered Rip-Off               | Il benservito                               | 29 gennaio 2015  | 2 agosto 2016   |
| 13    | Boompa Loved These Hookers            | Soffro di Alanite acuta                     | 5 febbraio 2015  | 9 agosto 2016   |
| 14    | Don't Give a Monkey a Gun             | Mai mettere un'arma in mano ad una scimmia! | 12 febbraio 2015 | 9 agosto 2016   |
| 15/16 | Of Course He's Dead                   | Naturalmente è morto                        | 19 febbraio 2015 | 16 agosto 2016  |

## I vecchi spinaci messicani
- Titolo originale: The Ol' Mexican Spinach
- Diretto da: James Widdoes
- Scritto da: Chuck Lorre, Lee Aronsohn, Don Reo, Jim Patterson, Steve Tompkins e Warren Bell

### Trama
Durante la sera di Halloween Walden ha un attacco cardiaco; dopo essersi ripreso decide di adottare un figlio, ma essendo single l'avvocato cui si rivolge gli dice che, nonostante le ottime credenziali, non ha molte possibilità. Walden decide quindi di chiedere ad Alan di sposarlo.

## Bar di lusso a Ibiza
- Titolo originale: A Chic Bar in Ibiza
- Diretto da: James Widdoes
- Scritto da: Chuck Lorre, Lee Aronsohn, Tim Kelleher, Saladin K. Patterson, James Vallely, Don Reo e Jim Patterson

### Trama
Alan accetta la proposta di matrimonio di Walden e i due danno la notizia alla famiglia. Quando tuttavia Walden chiede ad Alan di firmare un accordo prematrimoniale, i due litigano e il matrimonio salta. I due poi si chiariscono e il matrimonio si tiene regolarmente.
- Guest star: Michael Bolton (sé stesso)

## L'orsetto Wally
- Titolo originale: Glamping In a Yurt
- Diretto da: James Widdoes
- Scritto da: Chuck Lorre, Lee Aronsohn, Don Reo, Jim Patterson, James Vallely, Saladin K. Patterson, Matt Ross e Max Searle

### Trama
Jenny consiglia ad Alan e Walden di sforzarsi di sembrare una vera coppia per passare l'esame dell'assistente sociale incaricato di valutarli per l'adozione mentre Lindsay, uscita dalla riabilitazione, viene messa al corrente del matrimonio. Durante l'esame la donna, completamente ubriaca, si presenta a casa loro, ma i due, grazie anche a Jenny, riescono a cavarsela e a ottenere l'approvazione.

## Quest'uomo è un santo
- Titolo originale: Thirty-Eight, Sixty-Two, Thirty-Eight
- Diretto da: James Widdoes
- Scritto da: Chuck Lorre, Lee Aronsohn, Warren Bell, Don Reo, Steve Tompkins, Jim Patterson, Matt Ross e Max Searle

### Trama
Alan e Walden vengono avvertiti dalla loro assistente sociale che hanno superato l'ispezione per la sicurezza della casa e che ha trovato una donna incinta interessata a conoscerli. I due conoscono quindi la ragazza, Kathy, che si decide a dare loro il suo bambino; dopo aver partorito un maschietto, tuttavia, la ragazza ha un ripensamento e decide di tenerlo.

## L'uomo più bello della casa
- Titolo originale: Oontz. Oontz. Oontz.
- Diretto da: James Widdoes
- Scritto da: Chuck Lorre, Lee Aronsohn, Jim Patterson, Tim Kelleher, Saladin K. Patterson, Don Reo, Steve Tompkins e Warren Bell

### Trama
L'assistente sociale di Alan e Walden offre loro la possibilità di passare un periodo di tempo con Louis, un bambino di sei anni che ha cambiato molte famiglie, e se tutto andrà bene di adottarlo ufficialmente in un secondo momento. Walden è terrorizzato all'idea di non essere un buon padre ma Alan lo rassicura; il giorno dopo il piccolo Louis arriva a casa e, grazie anche a Berta, riesce ad ambientarsi e decide di rimanere con loro.

## Al, il papà figo!
- Titolo originale: Alan Shot a Little Girl
- Diretto da: Jon Cryer
- Scritto da: Chuck Lorre, Lee Aronsohn, Jim Patterson, Steve Tompkins, Warren Bell, Don Reo, Maria Espada e Nathan Chetty

### Trama
Alan e Walden diventano i genitori affidatari di Louis, per la gioia di tutti, ma quando Alan si dimostra troppo indulgente col bambino iniziano i problemi; Alan e Walden litigano, ma alla fine si riappacificano.

## Una notte tra donne
- Titolo originale: Sex With An Animated Ed Asner
- Diretto da: James Widdoes
- Scritto da: Chuck Lorre, Lee Aronsohn, Don Reo, Matt Ross, Max Searle, Jim Patterson, James Vallely e Tim Kelleher

### Trama
Alan e Walden portano Louis a un parco divertimenti e qui i due conoscono tre donne che hanno portato anche loro i figli al parco. Il gruppetto comincia a frequentarsi e Walden rivela a una di loro, Laurel, la verità: quando tuttavia Louis si ammala, i due danno la precedenza a lui, mentre Alan vaga per discoteche con le altre due donne.

## Non esiste il Natale perfetto
- Titolo originale: Family, Bublè, Deep-Fried Turkey
- Diretto da: James Widdoes
- Scritto da: Chuck Lorre, Lee Aronsohn, Don Reo, Jim Patterson, Steve Tompkins, Warren Bell, Saladin K. Patterson e James Vallely

### Trama
Arriva il Natale e Alan e Walden tentano di convincere Louis dell'esistenza di Babbo Natale; l'uomo che ingaggiano, tuttavia, ha un malore dopo aver fatto sesso con Evelyn, ma per fortuna interviene in loro aiuto Rose.

## Rabbia da steroidi
- Titolo originale: Bouncy, Bouncy, Bouncy Lindsay
- Diretto da: James Widdoes
- Scritto da: Chuck Lorre, Lee Aronsohn, Tim Kelleher, Saladin K. Patterson, Don Reo, Jim Patterson, Matt Ross e Max Searle

### Trama
Walden e Laurel si vedono di nuovo ma lui non riesce a rilassarsi dalle preoccupazioni per Louis, mentre Alan comincia ad andare in palestra con Herb, nella stessa struttura frequentata anche da Lindsay. Alan dice a Herb che Lindsay non uscirà mai con lui e quando lo rivela a Lindsay lei si arrabbia e ha un rapporto sessuale con Herb. Walden e Laurel prendono una stanza e, nonostante una discussione sui loro figli, alla fine hanno un rapporto sessuale.

## Cogli la rosa
- Titolo originale: Here I Come, Pants!
- Diretto da: James Widdoes
- Scritto da: Chuck Lorre, Lee Aronsohn, Tim Kelleher, Don Reo, Jim Patterson, Matt Ross e Max Searle

### Trama
Laurel e Walden vengono beccati dall'assistente sociale e Alan, su consiglio di Berta, tenta di convincerla a non togliere loro Louis; i due finiscono a letto, ma Alan fa una figuraccia. La donna è quindi costretta a portare via Louis, ma alla fine decide di lasciarlo ai due, per poi finire a letto con Alan, che stavolta se la cava.

## Il gruppo di sostegno
- Titolo originale: For Whom the Booty Calls
- Diretto da: James Widdoes
- Scritto da: Chuck Lorre, Lee Aronsohn, Warren Bell, Saladin K. Patterson, Don Reo, Steve Tompkins, James Vallely e Jim Patterson

### Trama
Alan e l'assistente sociale continuano a vedersi e la donna indirizza Walden a un incontro con altri genitori affidatari così da fugare alcuni suoi quesiti. Walden viene accolto alla grande ma cerca di escludere Alan così da rimanere per un po' da solo; Alan si risente e, una volta entrato nel gruppo, ha grande successo, tanto che Walden ne è geloso. Alla fine i due si riappacificano e Alan entra anche nel gruppo delle mogli.

## Il benservito
- Titolo originale: A Beer-Battered Rip-Off
- Diretto da: James Widdoes
- Scritto da: Chuck Lorre, Lee Aronsohn, Jeff Lowell, Don Reo, Jim Patterson, Matt Ross, Max Searle e Nathan Chetty

### Trama
L'assistente rivela a Walden e Alan che l'adozione è ormai ultimata e che dovrebbero rivelare a Louis di non essere gay. Così fanno e nel frattempo Lindsay comunica ad Alan che vuole trasferirsi per ricominciare e i due finiscono a letto; Alan poi le chiede di non andarsene, in quanto finite le pratiche per l'adozione lui e Walden divorzieranno e lui potrà vivere di rendita. Alan lascia quindi l'assistente, che comincia a vendicarsi di lui: la situazione peggiora quando lo scopre con Lindsay, che lo lascia a sua volta. Walden finisce quindi a letto con l'assistente mentre Alan tenta di riconquistare Lindsay.

## Soffro di Alanite acuta
- Titolo originale: Boompa Loved These Hookers
- Diretto da: James Widdoes
- Scritto da: Chuck Lorre, Lee Aronsohn, Warren Bell, Jeff Lowell, Don Reo, Steve Tompkins, Jim Patterson e Nathan Chetty

### Trama
Alan e Lindsay cominciano a cercare un appartamento per lei mentre Walden decide di dire la verità all'assistente. La donna lo accetta e l'adozione viene ufficialmente ultimata; parlando tra loro, Alan e Walden decidono di riprendersi le loro compagne e ci riescono.
- Guest star: Michael Bolton (se stesso)

## Mai mettere un'arma in mano ad una scimmia!
- Titolo originale: Don't Give a Monkey a Gun
- Diretto da: James Widdoes
- Scritto da: Chuck Lorre, Lee Aronsohn, Tim Kelleher, Don Reo, James Vallely, Jim Patterson, Matt Ross e Max Searle

### Trama
Walden e Alan divorziano e il primo, come ringraziamento per il suo aiuto con l'adozione, gli concede un desiderio: inizialmente Alan sceglie una Ferrari, ma poi Walden e l'assistente lo spingono a sposare Lindsay. Walden tuttavia ha una visione sul suo futuro da solo e prega Alan di rimanere; dopo essersi calmato compra ad Alan un anello per Lindsay e lei accetta la sua proposta.

## Naturalmente è morto
- Titolo originale: Of Course He's Dead
- Diretto da: James Widdoes
- Scritto da: Chuck Lorre, Lee Aronsohn, Don Reo e Jim Patterson

### Trama
Alan riceve una lettera che gli comunica che i jingle di Charlie hanno fruttato diritti d'autore per ben due milioni e mezzo di dollari, ma che, per incassare la cifra, serve il certificato di morte di suo fratello. Pertanto, si rivolge a Evelyn, ma anche lei non riesce a trovare il documento. Walden solleva dunque dei dubbi sulla morte di Charlie e intanto si vede uno sconosciuto fuggire dalla prigionia di Rose.
Alan scopre che la cifra è già stata incassata e riceve un messaggio piuttosto minaccioso, come Evelyn. I tre si rivolgono a Jenny, che in quel momento riceve un corposo assegno e un biglietto di scuse come molte ex di Charlie. Walden, Evelyn e Alan ritornano a casa dove trovano Rose, che comunica loro che Charlie è ancora vivo e di averlo tenuto segregato per quattro anni dopo che l'aveva tradita in luna di miele a Parigi. Le ceneri di Charlie, in realtà, erano le ceneri di una capra che finì sotto al treno al posto dello stesso Charlie.
Walden riceve minacce via SMS ed è a questo punto che lui e Alan si recano alla polizia, chiedendo aiuto al tenente Wagner, il quale assicura ai due che farà il possibile per fermare Charlie. Nel frattempo, Jake torna a casa e informa il padre che ha lasciato l'esercito, si è sposato e vive in Giappone, rivelando inoltre di aver ricevuto un assegno (con cui ha poi vinto una fortuna a Las Vegas) e un messaggio che recita "Sono ancora vivo". Alan e Walden, temendo il peggio, fanno quindi alcune telefonate alle donne con cui hanno avuto le loro storie più importanti.
Una telefonata del tenente Wagner informa Walden che Charlie è stato arrestato e lui e Alan si tranquillizzano. In realtà, la persona arrestata è l'attore Christian Slater. Berta, Alan e Walden si rilassano sulla terrazza fumando sigari e vedono in lontananza un elicottero che trasporta un pianoforte. La scena successiva mostra Charlie di spalle che suona al campanello della casa, ma subito dopo il pianoforte gli cade in testa.
A questo punto l'inquadratura si allarga e si vede Chuck Lorre, creatore e produttore della serie, seduto sulla sedia da regista che esclama "Winning" ("Ho vinto", una famosa espressione di Charlie Sheen) e che subito dopo viene anch'egli colpito da un pianoforte.
- Guest star: Arnold Schwarzenegger (tenente Wagner), Christian Slater (se stesso), Chuck Lorre (se stesso), John Stamos (se stesso)
- Nota: Charlie Harper non è stato interpretato da Charlie Sheen, ma ricostruito in animazione durante il racconto di Rose e per mezzo di una controfigura nella scena finale. Ciò è dovuto al fatto che, come scritto dallo stesso Lorre nella Vanity Card dell'episodio, non è stato possibile accordarsi su una serie di idee divertenti proposte all'attore. Sempre Lorre precisa che Sheen ha proposto una nuova sitcom in cui avrebbe voluto recitare con Jon Cryer, da chiamarsi The Harpers.[4]